# Dercy Furtado
Dercy Furtado (Gravataí, 22 de setembro de 1927 – Porto Alegre, 21 de julho de 2024) foi uma política brasileira, a primeira mulher a ocupar uma cadeira titular na Câmara de Vereadores de Porto Alegre.
Foi casada com o professor e administrador público Jorge Alberto Jacobus Furtado, de 1947 até a morte deste, em 1999. Foi deputada estadual do Rio Grande do Sul na 44.ª legislatura (1975 — 1979) e na 45.ª legislatura (1979 — 1983).
Morreu em sua casa, em Porto Alegre, deixando 6 filhos, 14 netos e 11 bisnetos. 